# Mieczysław Kowalski (oficer)
Mieczysław Marian Kowalski (ur. 1 października 1884 w Nietrzanowie, zm. 4 lipca 1920) – podoficer armii niemieckiej, powstaniec wielkopolski, oficer Wojska Polskiego w II Rzeczypospolitej, kawaler Orderu Virtuti Militari. Pośmiertnie mianowany porucznikiem.

## Życiorys
Urodził się w rodzinie Antoniego i Ewy z Rzymkowskich. 
Absolwent gimnazjum w Środzie i kursu w akademii handlowej w Berlinie. Po zakończeniu nauki pracował jako kupiec zbożowy.
W 1914 został powołany do armii niemieckiej i w jej szeregach walczył na frontach I wojny światowej.
W 1919 wstąpił do oddziałów powstańczych i w stopniu wachmistrza walczył w na froncie zachodnim powstania wielkopolskiego.
W odrodzonym Wojsku Polskim mianowany podporucznikiem i do lipca 1919 był oficerem broni i amunicji przy Dowództwie Okręgu Wojskowego nr II. W tym też miesiącu został wyznaczony na stanowisko dowódcy 12 kompanii 155 pułku piechoty i na jej czele walczył na froncie polsko-bolszewickim.
W maju 1920, na czele swojej kompanii atakował silnie umocnioną w okolicach miejscowości Borejki. Pomimo dużych strat wytrzymał na zdobytych stanowiskach przez cały dzień, do chwili przybycia oddziałów obwodowych.
Za bohaterstwo w boju został odznaczony Krzyżem Srebrnym Orderu Virtuti Militari.
W kolejnych dniach, broniąc swojej pozycji, dostał się do niewoli i został zamordowany. Miejsce pochówku nie jest znane.
Pośmiertnie został awansowany na stopień porucznika.
Był żonaty z Zofią, z którą miał córkę Janinę (ur. 1912) oraz dwóch synów: Zdzisława (ur. 1913) i Romana (ur. 1915).

## Ordery i odznaczenia
- Krzyż Srebrny Orderu Virtuti Militari nr 5982 – 6 grudnia 1922[5]
- Odznaka pamiątkowa 73 Pułku Piechoty[6]